# Château de Wolfshagen
Le château de Wolfshagen (Schloss Wolfshagen) est un château  situé dans la commune de Gross Pankow dans l'arrondissement de Prignitz, au nord-ouest de l'État de Brandebourg en Allemagne. Le village de Wolfshagen se trouve sur la rivière Strepenitz à huit kilomètres à l'ouest de Pritzwalk.

## Histoire
La famille des chevaliers Gans von Putlitz, originaire de l'Altmark, prend possession des domaines voisins de la rivière Strepenitz dont elle contrôle le cours et dirige le commerce. Ils érigent un Wasserburg en 1147, dont on remarque quelques ruines à l'ouest du village. Ils l'agrandissent vers 1590 pour en faire un château Renaissance en quatre corps de bâtiment avec une enceinte. Le château est détruit à la fin de la Guerre de Trente Ans.
C'est entre 1771 et 1787 qu'Albrecht Gottlob Gans von Putlitz fait reconstruire le château en style baroque tardif en deux corps de bâtiment. Les pièces de réception sont décorées avec des fresques et des trompe-l'œil. La pièce, par exemple, dite second salon du prince est décorée de grisailles représentant des scènes villageoises inspirées des gravures de Daniel Chodowiecki. La sala terrena, ou Gartensaal, est décorée de motifs allégoriques à la gloire de Frédéric le Grand, constituant l'un des exemples les  plus précoces de souvenir en hommage au vieux Fritz. Tout sera presque détruit en 1952.
Le célèbre paysagiste Peter Joseph Lenné crée un jardin anglais le long de la rivière dans les années 1850.
Hans Albrecht Gans von Putlitz fait réaménager la façade et construire un portail avec des colonnes doriques supportant une terrasse en 1911. La famille Gans von Putlitz est chassée de son château en octobre 1945, alors que la région se trouve en zone d'occupation soviétique. Le château est pillé et saccagé par les troupes d'occupation. Le château est transformé en école par les autorités municipales en 1952. Les tentures baroques, les deux escaliers et les archives de famille sont détruits. Le portail dorique est démoli en 1969. La chapelle du château, datant du XVIe siècle est aussi démolie en 1982, alors qu'elle avait été inscrite au patrimoine historique régional cinq ans auparavant.
La situation change après la réunification. Une association se créée pour la fondation du musée de Wolfshagen en 1995, et, après plusieurs années de restauration et avec l'aide de la fondation allemande pour la protection des monuments (Deutsche Stiftung Denkmalschutz), le château ouvre à nouveau en 2002, après la fermeture de l'école en 1998. La famille Gans von Putlitz n'a jamais eu le droit de récupérer ses biens, mais sa mémoire est perpétuée grâce à l'action du musée dirigé par le professeur Bernhard von Barsewisch. La chapelle est reconstruite à l'identique en 2002.

## Le musée
Le musée présente, au rez-de-chaussée, du mobilier d'époque, des trophées et toute une galerie de portraits d'aristocrates de la région et de membres de la Maison de Hohenzollern, dont certains furent souvent invités dans les différentes propriétés de la famille.

Les étages présentent une collection de porcelaines mondialement connue, dont une grande partie est issue de la collection du professeur von Barsewisch. On y trouve la collection de porcelaines bleues d'Europe centrale la plus importante au monde, ainsi que des pièces de plus de cinquante manufactures européennes des quatre derniers siècles.

On a aussi aménagé, dans les anciens offices occupés par les domestiques, une reconstitution des salles de classe du temps de la république démocratique allemande. D'autres pièces sont consacrées à l'archéologie, notamment aux objets funéraires et à leurs copies (certains de plus de trois mille ans), ainsi qu'à l'histoire de l'architecture et à celle du château. Les cuisines ont également été reconstituées.
Le château est aussi un lieu où se donnent des concerts, se tiennent des expositions temporaires et différents événements.
Un moulin est situé à côté du château, ainsi qu'un hôtel-restaurant.

## Sources
- (de) Cet article est partiellement ou en totalité issu de l’article de Wikipédia en allemand intitulé « Schloss Wolfshagen (Prignitz) » (voir la liste des auteurs).
- (de) Site officiel du château-musée